# Gana
Gana (sanskr. "skara", "följe", "rad", "anhang", "korporation", "grupp") används i flera tekniska betydelser inom den indiska litteraturen. 
Inom mytologin avser Gana vissa i skaror uppträdande eller anförda, ofta mindre betydande gudar eller gudaväsen, i synnerhet Shivas följe, som står under omedelbar ledning av Ganesha. Liksom Shiva egentligen är identisk med eller utvecklad ur den vediske guden Rudra, kallas detta Shivas följe även "Rudra'er". De sägs ha sitt hemvist på Ganaparvata (Ganaberget, d.v.s. Kailasa). Gana'erna förekommer i obestämt antal (som Rudra'er nämns tidigast elva; sedan sägs de förekomma i flera miljoner) och avbildas med ohyggliga och skräckinjagande gestalter; de anropas om skydd för hus och hem, åkrar, hjordar, vägar och så vidare 
Gana i singularis kan beteckna en enstaka individ i Shivas följe och är då att betrakta som ett kortnamn av "ganadevata". Även andra högre gudomligheter förekommer eller nämns ofta i grupper och kallas därför ganadevatas. 
Hos jainisterna betecknar gana de nio skolor eller församlingar, som stod under omedelbar ledning av Mahaviras närmaste lärjungar (kallade ganadhipas eller ganadharas) och som sägs ha avfattat denna religions äldsta heliga skrifter, de 14 "purva'erna".